# The Affair
The Affair est une série télévisée américaine en 53 épisodes d'environ 50 minutes créée par Sarah Treem et Hagai Levi diffusée en simultané entre le 12 octobre 2014 et le 3 novembre 2019 sur Showtime aux États-Unis et sur The Movie Network au Canada.
En France, elle est diffusée en version originale sous titrée depuis le 14 octobre 2014 sur Canal+ Séries et en version française depuis le 27 juillet 2015 sur Canal+, en Suisse, elle est diffusée depuis le 1er juillet 2015 sur RTS Un, et au Québec depuis le 20 août 2015 à Super Écran 4 puis en clair à partir du 26 août 2017 sur Canal Vie. En Belgique, les quatre premières saisons sont diffusées sur Netflix.

## Synopsis
La série explore les conséquences d'une relation extraconjugale entre Noah Solloway, professeur, et Alison Lockhart, serveuse, après leur rencontre à Montauk dans les Hamptons sur la côte est des États-Unis.

## Fiche technique
- Titre original et français : The Affair
- Création : Hagai Levi et Sarah Treem
- Réalisation : Jeffrey Reiner et Ryan Fleck
- Scénario : John Logan
- Direction artistique :
- Décors : Cherish M. Hale et Spyros Poulos
- Costumes : Caroline Duncan
- Photographie :
- Montage : Todd Desrosiers, Louis Cioffi, Dana Congdon et Agnes Grandits
- Musique : Marcelo Zarvos
- Casting : Ross Meyerson et Julie Tucker
- Production : Andrea P. Stilgenbauer, David Henry Hwang et Sharr White
  - production exécutive : Sarah Treem, Hagai Levi, Eric Ellis Overmyer, Jeffrey Reiner et Mark Mylod
- Sociétés de production : Engine Room (effets spéciaux)
- Sociétés de distribution : Showtime (télévision et VOD)
- Pays d'origine :  États-Unis
- Langue originale : anglais
- Format : couleur - 1,78:1 HDTV - son Dolby Digital
- Genre : dramatique, thriller, suspense
- Durée : 50 – 60 minutes

 Sauf indication contraire, les informations mentionnées dans cette section peuvent être confirmées par la base de données cinématographiques IMDb,  présente dans la section « Liens externes ».

## Distribution

### Acteurs principaux
- Dominic West (VF : Bruno Dubernat) : Noah Solloway
- Ruth Wilson (VF : Ingrid Donnadieu) : Alison Lockhart (saisons 1 à 4)
- Maura Tierney (VF : Laura Blanc) : Helen Solloway
- Joshua Jackson (VF : Alexandre Gillet) : Cole Lockhart (saisons 1 à 4)
- Julia Goldani Telles (VF : Léopoldine Serre) : Whitney Solloway
- Jake Siciliano (en) (VF : Gabriel Bismuth-Bienaimé) : Martin Solloway (saisons 1 à 3, invité saison 4, récurrent saison 5)
- Jadon Sand (VF : Oscar Vidal-Lefebvre) : Trevor Solloway
- Leya Catlett (VF : Thisbée Vidal-Lefebvre) : Stacey Solloway (saisons 1 et 2)
- Josh Stamberg (VF : Julien Kramer) : Max (saison 2, récurrent saison 1, invité saison 3)
- Catalina Sandino Moreno (VF : Laetitia Lefebvre) : Luisa (saisons 3 et 4, récurrente saisons 2 et 5)
- Irène Jacob (VF : elle-même) : Juliette Le Gall (saison 3)
- Sanaa Lathan (VF : Géraldine Asselin) : Janelle Wilson (saisons 3 et 4)
- Omar Metwally (VF : Éric Aubrahn) : Dr. Vic Ullah (saisons 3 à 5, récurrent saison 2)
- Anna Paquin (VF : Chloé Berthier) : Joanie Lockhart (saison 5)

### Acteurs récurrents
- Victor Williams (VF : Philippe Dumond) : Inspecteur Jeffries
- John Doman (VF : Patrick Floersheim puis Patrick Messe) : Bruce Butler
- Kathleen Chalfant (VF : Nicole Favart) : Margaret
- Mare Winningham (VF : Caroline Jacquin) : Cherry
- Colin Donnell (VF : Jean-François Cros) : Scotty Lockhart
- Danny Fischer (VF : Nathanel Alimi) : Hal
- Michael Godere (VF : Antoine Fleury) : Caleb
- Kaija Matiss (VF : Karl-Line Heller) : Mary-Kate
- Lynn Cohen : La grand-mère d'Alison
- Deirdre O'Connell (VF : Michèle Buzynski) : Athena
- Nicolette Robinson (VF : Charlotte Correa) : Jane
- Darren Goldstein (VF : Gilduin Tissier) : Oscar
- Stephen Kunken (VF : Yann Guillemot) : Harry
- Richard Schiff (VF : Philippe Peythieu) : Jon Gottlief (saison 2)
- Joanna Gleason (VF : Josiane Pinson) : Yvonne (saison 2)
- Brooke Lyons (VF : Aurore Bonjour) : Eden Ellery (saison 2)
- Cynthia Nixon : Marilyn Sanders, thérapeute de couples (saison 2)
- Jeffrey DeMunn : Dr Henry (saison 2)
- Brendan Fraser (VF : Guillaume Orsat) : John Gunther (saison 3)
- Emily Browning (VF : Noémie Orphelin) : Sierra (saison 4)
- Christopher Meyer : Anton Gatewood (saison 4 et 5)
- Claes Bang (VF : Bruno Choël) : Sasha Mann (saison 5)
- Jennifer Jason Leigh : Adeline, la mère de Sierra (saison 5)
- Peter Friedman : Robert, le mari d'Yvonne (saison 2)

 Source et légende : version française (VF) sur RS Doublage

## Développement

### Production et casting
Le pilote a été commandé en février 2013.
Le casting principal s'est déroulé entre juin et septembre 2013, en ordre : Dominic West, Ruth Wilson, Maura Tierney, Joshua Jackson et Julia Goldani Telles.
Le 16 janvier 2014, satisfaite du pilote, Showtime commande la série.
En juin et juillet 2014, John Doman et Josh Stamberg décrochent un rôle récurrent.
Le 10 novembre 2014, la série a été reconduite pour une deuxième saison de dix épisodes, diffusée à l'automne 2015
Le 9 décembre 2015, la série a été reconduite pour une troisième saison prévue pour l'automne 2016.
Le 9 janvier 2017, la chaîne à péage Showtime annonce la reconduction de la série pour une quatrième saison,.
Le 6 janvier 2018, lors des Television Critics Association, Showtime annonce la date de lancement de la quatrième saison pour le 17 juin 2018.
Le 26 juillet 2018, la série a été reconduite pour une cinquième et dernière saison. En novembre, Anna Paquin rejoint la distribution principale.

### Lieu de tournage
La série est tournée à Montauk sur Long Island dans l'Etat de New York

## Épisodes

### Première saison (2014)
Les épisodes originaux n'ont pas de titre, ils sont numérotés de un à dix.
1. Au commencement (Épisode 1)
2. La Réception (Épisode 2)
3. Tiraillements (Épisode 3)
4. Block Island (Épisode 4)
5. La Graine du soupçon (Épisode 5)
6. Trahison (Épisode 6)
7. Mises à nu (Épisode 7)
8. Adieux (Épisode 8)
9. Culpabilités (Épisode 9)
10. Affaire de familles (Épisode 10)

### Deuxième saison (2015)
Elle est diffusée du 4 octobre 2015 au 20 décembre 2015 sur Showtime.
1. Un monde en éclats (Épisode 2.01)
2. Solitudes (Épisode 2.02)
3. Trahisons intimes (Épisode 2.03)
4. Déchirements (Épisode 2.04)
5. Réactions en chaîne (Épisode 2.05)
6. L'Éveil de la Kundalini (Épisode 2.06)
7. Gratitude empoisonnée (Épisode 2.07)
8. Ivresse de l'altitude (Épisode 2.08)
9. Apocalypses (Épisode 2.09)
10. La Valeur d'un homme (Épisode 2.10)
11. Retour aux sources (Épisode 2.11)
12. Le Mariage (Épisode 2.12)

### Troisième saison (2016-2017)
Elle est diffusée du 20 novembre 2016 au 29 janvier 2017 sur Showtime.
1. Retour (Épisode 3.01)
2. Retrouvailles (Épisode 3.02)
3. L'Ange gardien (Épisode 3.03)
4. Retour au chaos ordinaire (Épisode 3.04)
5. Retour à Block Island (Épisode 3.05)
6. Tous les inconnus (Épisode 3.06)
7. Distorsion (Épisode 3.07)
8. Les Mirages du passé (Épisode 3.08)
9. Quand les masques tombent (Épisode 3.09)
10. Apprendre de ses erreurs (Épisode 3.10)

### Quatrième saison (2018)
Elle est diffusée du 17 juin 2018 au 19 août 2018 sur Showtime.
1. Séisme (Épisode 4.01)
2. La Vente (Épisode 4.02)
3. Rébellions (Épisode 4.03)
4. Introspections (Épisode 4.04)
5. Aux origines (Épisode 4.05)
6. Fantômes du passé (Épisode 4.06)
7. Nouvelle lune (Épisode 4.07)
8. La Quête (Épisode 4.08)
9. Une autre vie (Épisode 4.09)
10. Les Éphémères (Épisode 4.10)

### Cinquième saison (2019)
Cette ultime saison fait un saut dans le temps de plusieurs décennies pour un personnage uniquement, Joanie.
Cette dernière saison de onze épisodes est diffusée du 25 août 2019 au 3 novembre 2019 sur Showtime.
1. À la croisée des Chemins (Épisode 5.01)
2. Équilibres (Épisode 5.02)
3. Le personnage (Épisode 4.03)
4. Saboteurs (Épisode 5.04)
5. Retournements (Épisode 5.05)
6. Transmissions (Épisode 5.06)
7. Résolutions (Épisode 5.07)
8. Accusations (Épisode 5.08)
9. Me too (Épisode 5.09)
10. Acte de renaissance (Épisode 5.10)
11. La somme de toutes les expériences (Épisode 5.11)

## Distinctions

### Récompenses
- Golden Globes 2015 :
  - Meilleure série dramatique
  - Meilleure actrice dans une série dramatique pour Ruth Wilson
- Golden Globes 2016 : meilleure actrice dans un second rôle dans une série, une mini-série ou un téléfilm pour Maura Tierney

### Nominations
- 43e cérémonie des People's Choice Awards 2017 : Acteur de prime préféré d'une série dans une série télévisée dramatique pour Joshua Jackson.